# Curlu
Curlu är en kommun i departementet Somme i regionen Hauts-de-France i norra Frankrike. Kommunen ligger i kantonen Combles som tillhör arrondissementet Péronne. År 2022 hade Curlu 159 invånare.

## Befolkningsutveckling
Antalet invånare i kommunen Curlu
| Referens: INSEE |